# Соф'їно (Єльниківський район)
Со́ф'їно (рос. Софьино, ерз. Софьино) — селище у складі Єльниківського району Мордовії, Росія. Входить до складу Новонікольського сільського поселення.
Населення — 187 осіб (2010; 234 у 2002).
Національний склад (станом на 2002 рік):
- росіяни — 94 %